# Amber River 211
Amber River 211 est une réserve indienne de la bande des Dene Tha' située en Alberta au Canada.

## Géographie
Amber River 211 est située dans le Nord de l'Alberta. La réserve couvre une superficie de 2 332,3 hectares.